# ロンコ・ビエッレーゼ
ロンコ・ビエッレーゼ（伊: Ronco Biellese）は、イタリア共和国ピエモンテ州ビエッラ県にある、人口約1,500人の基礎自治体（コムーネ）。

## 地理

### 位置・広がり
| 隣接するコムーネは以下の通り。 - ビエッラ - ペッティネンゴ - テルネンゴ - ヴァルデンゴ - ヴィリアーノ・ビエッレーゼ - ズマーリア |

## 行政

### 分離集落
ロンコ・ビエッレーゼには、以下の分離集落（フラツィオーネ）がある。
Centro, Veggio, Ceresa, Regis, San Carlo, San Grato, Masserano, Riviera